# Miguel Guerrero
Miguel Ángel Guerrero Paz (* 7. September 1967 in Cali) ist ein ehemaliger kolumbianischer Fußballspieler. Der Stürmer spielte sieben Mal für die Nationalmannschaft und gewann auf Vereinsebene drei kolumbianische Meisterschaften.

## Karriere

### Verein
Miguel Guerrero begann seine Karriere 1985 bei Atlético Bucaramanga, bevor er 1987 zu América de Cali wechselte, wo er bis 1991 spielte. Im Juni desselben Jahres zog es ihn nach Spanien zum FC Málaga, wo er jedoch nur bis November 1991 blieb. Anschließend kehrte er nach Kolumbien zurück und spielte erneut für América de Cali bis 1992, bevor er zu Atlético Junior wechselte, wo er bis 1994 unter Vertrag stand. Noch im selben Jahr ging er den Schritt nach Italien und schloss sich dem AS Bari an, für den er bis 1995 spielte. Danach wechselte er erneut nach Spanien, wo er für den CP Mérida auflief, bevor er 1996 zum AS Bari zurückkehrte. Im Jahr 1999 kehrte er in seine Heimat zurück und spielte zunächst sechs Monate für Independiente Medellín und anschließend sechs Monate erneut für Junior. Während seiner Laufbahn wurde er dreimal kolumbianischer Meister: 1990 und 1992 mit América de Cali sowie 1993 mit Junior de Barranquilla.

### Nationalmannschaft
Guerrero nahm mit der U20-Nationalmannschaft an der U20-Weltmeisterschaft 1987 in Chile teil, schied aber mit seinem Team als Gruppendritter aus.
Für die Nationalmannschaft debütierte er im Februar 1990 beim Freundschaftsspiel gegen die USA und stand im Kader der Fußball-Weltmeisterschaft 1990 in Italien, kam allerdings nicht zum Einsatz. Die Cafeteros kamen ins Achtelfinale, in dem sie gegen die Überraschungsmannschaft aus Kamerun mit 1:2 nach Verlängerung ausschieden. Nach drei Jahren ohne Einsatz im Nationalteam wurde er für die Copa América 1995 nominiert und spielte beim 1:0-Erfolg im Gruppenspiel gegen Ecuador. Dies war sein siebtes und zugleich letztes Länderspiel.

## Erfolge
América de Cali
- Kolumbianischer Meister: 1990, 1992

Atlético Junior
- Kolumbianischer Meister: 1993